# محمد سلامة النابلسي
«محمد سلامة» فارس سليمان النابلسي (4 أغسطس 1982 -) سياسي أردني مواليد مدينة عمّان، شغل منصب وزير الشباب في حكومة بشر الخصاونة منذ 12 أكتوبر 2020 وحتى 15 سبتمبر 2024. حاصل على ماجستير في الدراسات التنموية وبكالوريوس في  الدراسات السياسية

## مناصب
أبرز المناصب التي شغلها:
- وزير الشباب «2020-2024»
- أمين عام المجلس الاقتصادي والاجتماعي
- مستشار خارجي- منتدى الاستراتيجيات الأردني
- منسق وحدة الدراسات الاورو-متوسطية-مركز الدراسات الاستراتيجية-الجامعة الأردنية.
- مدير وحدة شؤون الاتحاد الوروبي-وزارة الخارجية
- المدير العام بالوكالة-شركة الطباعون العرب-صحيفة العرب اليوم